# NGC 5112
NGC 5112 (другие обозначения — UGC 8403, MCG 7-28-3, ZWG 218.5, KUG 1319+389, IRAS13196+3859, PGC 46671) — спиральная галактика с перемычкой (SBc) в созвездии Гончие Псы.
Составляет изолированную пару с NGC 5107. В галактике наблюдаются признаки наличия бара и возмущение скоростного поля из-за взаимодействия в паре.
Этот объект входит в число перечисленных в оригинальной редакции «Нового общего каталога».